# تين الشرفاء (آيت إعزة)
تين الشرفاء هو دُوَّار يقع بجماعة آيت اعميرة، إقليم شتوكة آيت باها، جهة سوس ماسة في المملكة المغربية. ينتمي الدوّار لمشيخة آيت إعزة التي تضم 22 دوار. يقدر عدد سكانه بـ 367 نسمة حسب الإحصاء الرسمي للسكان والسكنى لسنة 2004.

## روابط خارجية
- البوابة الوطنية للجماعات الترابية نسخة محفوظة 12 مارس 2018 على موقع واي باك مشين.
- المندوبية السامية للتخطيط